# Moldcell
Moldcell ist ein moldauischer Mobilfunkanbieter. Das Unternehmen gehört zu den Marktführern im Land.

## Geschichte
Das Unternehmen wurde am 28. April 2000 in der moldauischen Hauptstadt Chișinău gegründet. Es ist heute im Besitz der Holdinggesellschaft „Fintur Holdings B.V.“, welche mehrheitlich zur schwedischen Telia Company und zu Teilen zu Turkcell gehört. Das Corporate Design ist an der Telia Company angelehnt.